# 龍宮曲氏
龍宮曲氏（ヨングンゴクし、용궁곡씨）は、朝鮮の氏族の一つ。本貫は慶尚北道醴泉郡である。2000年調査では、148人である。2015年調査では5人未満である。

## 起源
曲氏の淵源は中国の陝州（現河南省）である。

## 歴史
始祖は唐から帰化した曲矜会である。曲矜会は中国龍川出身で、高麗太祖王建時代に評察の官職を務めた。

## 本貫
龍宮は慶尚北道醴泉郡に属している地名。 慶尚北道龍宮郡であったが、1914年郡面併合で廃止され、申下面は義城郡に、残りは龍宮面などに分割され、醴泉郡に編入された。

## 人口
- 1960年16世帯74人
- 1985年10世帯44人
- 2000年41世帯148人
- 2015年不詳（5人未満）[1]